# Johann Radon

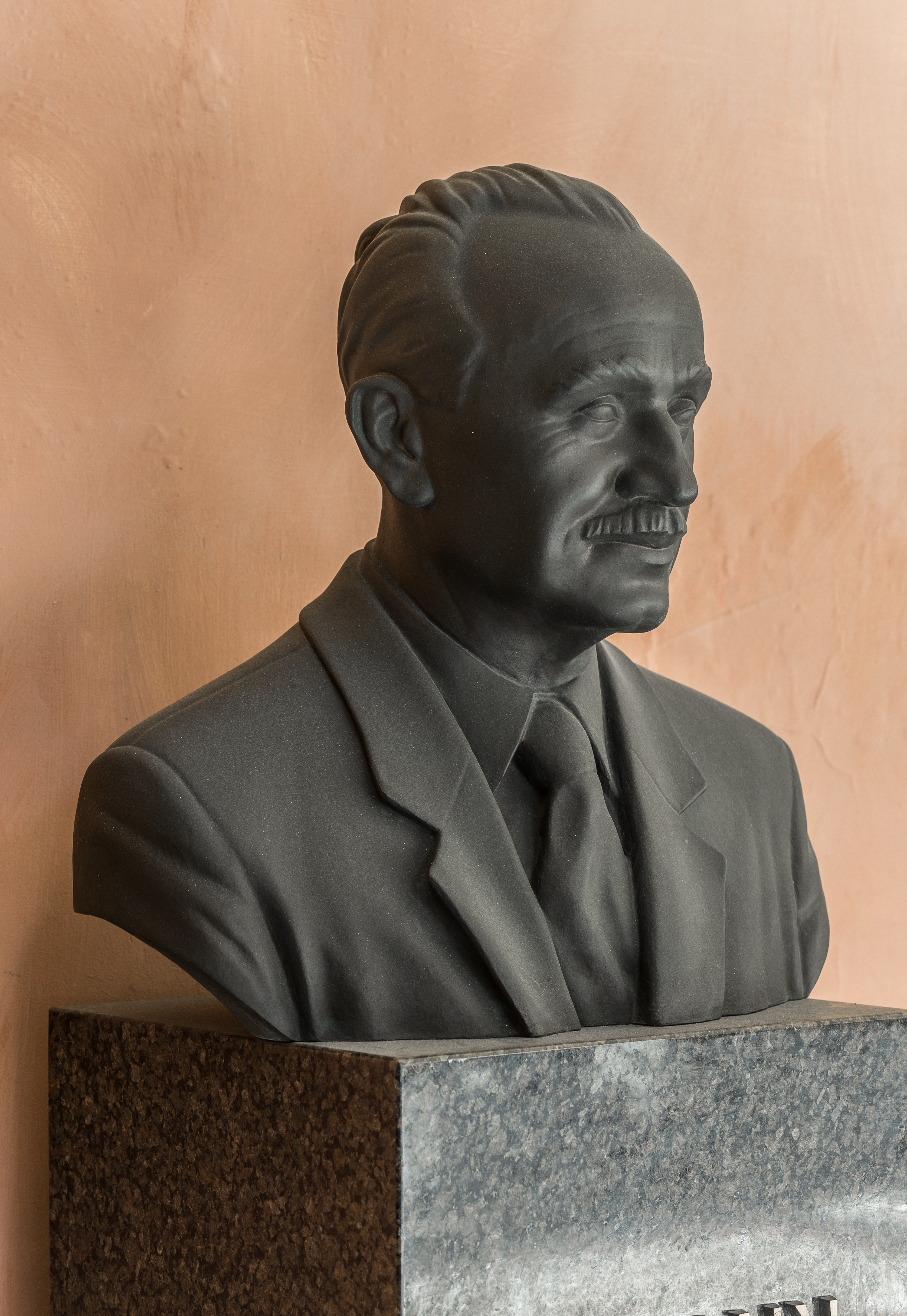
popiersie Johanna Radona na Uniwersytecie w Wiedniu

Johann Karl August Radon (ur. 16 grudnia 1887 w Děčínie, zm. 25 maja 1956 w Wiedniu) – austriacki matematyk.
W latach 1905-1910 studiował matematykę, fizykę i logikę na Uniwersytecie Wiedeńskim. W 1913 złożył na Uniwersytecie Wiedeńskim pracę doktorską Teoria i zastosowania funkcji zbiorów bezwzględnie addytywnych, aby spełnić wymogi swojej habilitacji, i został privatdozentem.  W 1919 został profesorem nadzwyczajnym w Hamburgu, w 1922 został profesorem zwyczajnym  na Uniwersytecie w Greifswaldzie. W latach 1928–1945 profesor Universität Breslau. 1 października 1946 powrócił do Wiednia na uniwersytet pełniąc w latach 1951-1952 funkcję dziekana i rektora w 1954 roku. Autor wielu prac z zakresu teorii miary.
W 1917 roku opublikował pracę, w której udowodnił, że możliwe jest odtworzenie funkcji
na podstawie znajomości jej transformaty Radona. 
Twierdzenie to znalazło zastosowanie w medycynie 
i stanowi teoretyczną podstawę działania tomografu.